# Kenneth Locke Hale
Kenneth Locke Hale (Evanston, Illinois, 15 d'agost de 1934 - 8 d'octubre de 2001) va ser un lingüista al Massachusetts Institute of Technology que va estudiar una varietat enorme de llengües ameríndies amenaçades no estudiades prèviament d'Amèrica del Nord, Amèrica Central i Austràlia. Entre els idiomes investigats per Hale s'inclouen el navaho, warlpiri, O'odham i ulwa, entre molts altres.

## Vida
Hale va néixer a Evanston, Illinois. Quan tenia sis anys la seva família es va traslladar a un ranxo prop de Canelo al sud d'Arizona. Estudià a la Universitat d'Arizona el 1952 i va obtenir el seu doctorat a la Universitat d'Indiana Bloomington el 1959 (tesi A Papago grammar). Va ensenyar a la Universitat d'Illinois a Urbana-Champaign de 1961 a 1963 i a la Universitat d'Arizona, Tucson de 1963 a 1966. Des de 1967 va dur a terme una sèrie de cursos al Massachusetts Institute of Technology fins a la seva jubilació el 1999.
Era conegut com un políglota que mantenia la capacitat d'aprendre nous idiomes amb extraordinària rapidesa i perfecció durant tota la seva vida. De petit va aprendre anglès però també castellà i Tohono O'odham. Va aprendre jemez i llengua hopi dels seus companys de secundària i navajo del seu company de quart a la Universitat d'Arizona. Va arribar a ser tan fluid en warlpiri que va ensenyar als seus fills Ezra i Caleb a parlar warlpiri després del seu retorn d'Austràlia als Estats Units. Ezra va pronunciar l'elogi del seu pare en warlpiri.
Entre les seves importants contribucions a la teoria lingüística va ser la hipòtesi que certes llengües eren no configuracionals, que no tenen l'estructura de la frase característica de llengües com l'anglès. Les llengües no configuracionals, segons Hale, mostren un conjunt de propietats que s'agrupen juntes, com ara ordre de les paraules lliure, pronoms no pronunciats i capacitat de dispersar paraules semànticament relacionades a través d'una frase. Gran part de la seva investigació en les dues últimes dècades del segle XX es va dedicar al desenvolupament de models sintàctics que podrien explicar per què s'agrupen aquestes propietats. Les idees de Hale van iniciar un important programa d'investigació encara seguit per molts lingüistes contemporanis.
Hale es va fer càrrec d'educar parlants nadius en lingüística perquè els parlants nadius poguessin participar en l'estudi de llurs llengües. Entre els seus alumnes es troben la lingüista Tohono O'odham Ofelia Zepeda, la lingüista hopi LaVerne Masayesva Jeanne, els lingüistes navajo Paul Platero i Ellavina Tsosie Perkins, el lingüista ahtna John Smelcer, i el lingüista wampanoag Jessie Little Doe Baird. Hale ensenyava cada estiu a l'Escola d'Estiu de l'Acadèmia de Llengua Navajo fins i tot durant la seva malaltia final en 2001.
En 1990 fou elegit membre de l'Acadèmia Nacional de Ciències dels Estats Units.
Hale va defensar la importància de l'estudi lingüístic de les llengües minoritàries insuficientment estudiades, indicant que una varietat de fenòmens lingüístics mai s'haurien descobert si s'haguessin estudiat només els principals idiomes del món. Ha sostingut que qualsevol idioma, tan si té un centenar de milions de parlants nadius com si en té només deu, és igualment probable que faci aportacions a la lingüística. Hale també era conegut com un defensor dels parlants de llengües minoritàries, i no només de les seves llengües, raó per la qual el seu col·lega del MIT Noam Chomsky el va anomenar "la veu dels sense veu".